# Justice League: Injustice for All
Justice League: Injustice for All es un videojuego de 2002 desarrollado por Saffire y publicado por Midway Games para Game Boy Advance. Se basa en gran parte en la serie de televisión animada Justice League, incluidas las representaciones de sus personajes y su estilo artístico. Cuenta con muchos niveles y se puede alternar entre personajes.

## Trama
La Justice League, Superman, Batman, Wonder Woman, The Flash, Green Lantern, Hawkgirl y Martian Manhunter, deben combinar sus fuerzas para derrotar a la Injustice Gang (Joker, Lex Luthor, Mongul, Cheetah, Solomon Grundy, Shade, Star Sapphire, Copperhead, Gorilla Grodd, Felix Faust, Manhunters y Ultra-Humanite) que buscan crear el caos en el mundo una vez más.

## Jugabilidad
Cada nivel se juega como dos miembros de la Justice League, y se debe cambiar entre los dos durante el juego para derrotar a los enemigos, encontrar las tarjetas ocultas y derrotar al miembro de la Justice League que te espera al final. Cada héroe tiene habilidades únicas (como vuelo, fuerza, velocidad, etc.) que deben usarse para completar el nivel correctamente.

## Recepción
Injustice for All recibió críticas mixtas o promedio según el sitio web agregador de reseñas Metacritic.
TotalGames.net escribió: "Un peleador competente que tiene potencial pero simplemente pierde el objetivo".
Nintendophiles escribió: "Tiene la combinación perfecta de desafío".
GameZone escribió: "Aunque fue breve y fácil, me divertí jugando".
GameSpy escribió: "Otro juego de superhéroes más para el montón de chatarra, repleto de tantas viñetas comunes y corrientes que incluso los fanáticos acérrimos se desconectarán".
Craig Harris de IGN escribió: "El potencial para algunos diseños de niveles realmente ingeniosos se pierde en este juego de lucha descuidado con controles de personajes duros y detección de colisiones que realmente necesita ser ajustado".
Frank Provo de GameSpot escribió: "Cuando quitas a Batman, Superman y los demás personajes de la Liga de la Justicia, todo lo que queda es un juego de lucha formulado con 12 etapas y algunas secuencias de salto complicadas".
Game Informer escribió: "Los tediosos desafíos y la falta de visión en el diseño general evitan que sea algo más que una pérdida de tiempo y esfuerzo para usted y el equipo de desarrollo responsable de este fiasco del tamaño de un superhéroe".